# Intimidação
Intimidação é o ato de fazer com que outros façam o que alguém quer, através do medo. A intimidação é a resultante do desajuste da compulsão competitiva normal de dominância inter-relacional, geralmente vista em animais, mas que é mais completamente modulada por forças sociais em seres humanos.

## Características
Como todos os traços comportamentais, ela está presente em maior ou menor grau em cada pessoa, mas pode ser um comportamento compensatório mais significativo para algumas pessoas do que para outras. Teóricos comportamentais frequentemente vêem a intimidação em crianças como uma consequência de serem intimidadas por outros, incluindo pais, colegas e irmãos.
A intimidação pode ser empregada consciente ou inconscientemente, e uma porcentagem das pessoas que a utilizam conscientemente pode agir assim como resultado de noções racionalizadas de sua propriedade, utilidade ou autocapacitação. 
A intimidação pode se manifestar sob a forma de ameaça física, expressões ameaçadoras, manipulação emocional, insultos verbais, constrangimento proposital e/ou ataque físico real.